# Bilbil żółtooki
Bilbil żółtooki (Microtarsus urostictus) – gatunek małego azjatyckiego ptaka z rodziny bilbili (Pycnonotidae). Naturalne siedliska tego gatunku znajdują się na Filipinach. Nie jest zagrożony wyginięciem.

## Systematyka
Część autorów zalicza ten gatunek do rodzaju Microtarsus, inni wydzielają go do monotypowego rodzaju Poliolophus.

### Podgatunki
Wyróżniono pięć podgatunków M. urostictus:
- M. urostictus ilokensis (Rand & Rabor, 1967) – północny Luzon;
- M. urostictus urostictus (Salvadori, 1870) – środkowy i południowy Luzon, Polillo i Catanduanes;
- M. urostictus atricaudatus (Parkes, 1967) – Samar, Biliran, Leyte, Panaon, Bohol i Negros;
- M. urostictus philippensis (Hachisuka, 1934) – Dinagat, Siargao, Bucas i Mindanao (z wyjątkiem Półwyspu Zamboanga);
- M. urostictus basilanicus (Steere, 1890) – Półwysep Zamboanga i wyspa Basilan.

## Morfologia
Długość ciała około 19 cm; masa ciała: samce 21–28 g, samice 22–26 g. Obie płcie są do siebie podobne.

## Biotop
Ptak gniazduje w subtropikalnych i tropikalnych wilgotnych lasach nizin. Jest spotykany do 1000 m n.p.m.

## Status
Międzynarodowa Unia Ochrony Przyrody (IUCN) uznaje bilbila żółtookiego za gatunek najmniejszej troski (LC – least concern) nieprzerwanie od 1988 roku. Liczebność populacji nie została oszacowana, aczkolwiek ptak ten opisywany jest jako zazwyczaj dość pospolity. BirdLife International ocenia trend liczebności populacji jako spadkowy ze względu na wylesianie w obrębie zasięgu występowania tego gatunku.